# 崎山站

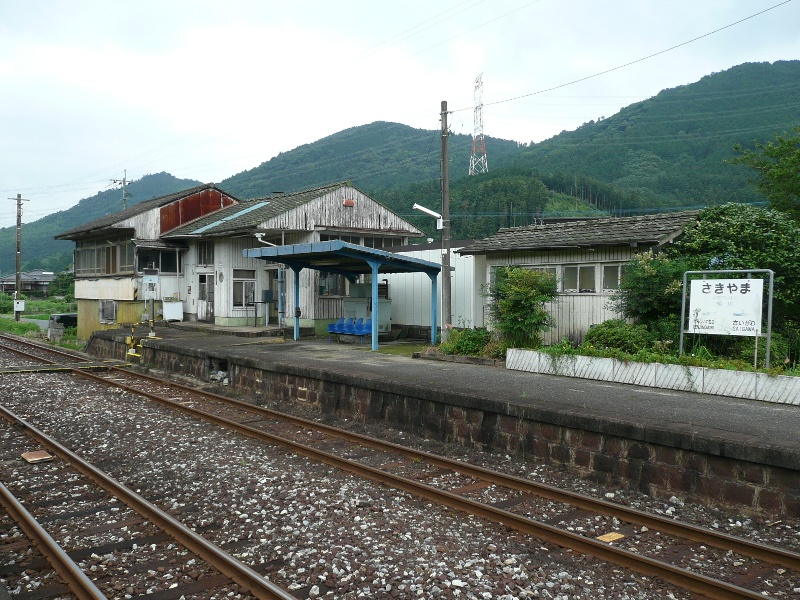
月台（2008年7月）

崎山站（日语：／ Sakiyama eki */?）是位於福岡縣京都郡京都町，屬於平成筑豐鐵道的田川線車站。車站編號為HC23。
本站因企劃、宣傳協同組合（廣告商）取得此站的命名權，而在2009年4月1日加上愛稱為。截至2020年4月，契約終結並取消愛稱。

## 歷史
- 1954年（昭和29年）4月20日 - 日本國有鐵道（國鐵）開設崎山信號站。
- 1956年（昭和31年）8月11日 - 升級至車站（旅客車站）。
- 1987年（昭和62年）4月1日 - 伴隨國鐵分割民營化，車站由九州旅客鐵道（JR九州）營運[2][3][4]。
- 1989年（平成元年）10月1日 : 此站變由平成筑豐鐵道管理，成為平成筑豐鐵道田川線車站。
- 2009年（平成21年）4月1日 - 此站加設副站名（愛稱）。

## 車站構造
本站是地面車站，設有2面2線的相對式月台。兩月台之間透過站內平交道。此站是無人車站，站房位於2號月台側。

### 月台
| 月台 | 路線    | 上下行 | 方向               |
| ---- | ------- | ------ | ------------------ |
| 1    | ■田川線 | 下行   | 田川伊田、直方方向 |
| 2    | ■田川線 | 上行   | 犀川、行橋方向     |

## 使用狀況
- 在2018年度，1日平均上落車人次為38人[1]。
- 在2019年度，1日平均上落車人次為42人[1]。

## 車站周邊
- 福岡縣道34號行橋添田線（日语：福岡県道34号行橋添田線）
- 今川（日语：今川 (福岡県)）
- 林平作造酒廠（九州菊）
- 龍王寺
- 崎山農業研修中心

## 相鄰車站
平成筑豐鐵道
田川線
犀川（HC24）－崎山（HC23）－源春蘭之森（HC22）

## 注腳
1. 1 2 3  鉄道を未来につなぐために（令和元年度版） ︳ へいちくネット（平成筑豊鉄道） （页面存档备份，存于）（日語） 各站上落人次調査結果
2. ↑  九州鉄道百年祭実行委員会・百年史編纂部会 (编).  初版. 九州旅客鉄道. 1988: 181 （日语）.
3. ↑  『交通年鑑 昭和63年版』 交通協力會，1988年3月。
4. ↑  今村都南雄 『民営化の效果と現実NTTとJR』 中央法規出版，1997年8月。ISBN 978-4805840863

## 外部連結
- 崎山站 （页面存档备份，存于）（日語）（平成筑豐鐵道沿線情報網站）